# Bloom (album Troye Sivan)
| Recensione   | Giudizio |
| ------------ | -------- |
| AllMusic     |          |
| The Observer |          |

Bloom è il secondo album in studio del cantante australiano Troye Sivan, pubblicato il 31 agosto 2018 dalla Capitol Records e dalla EMI Australia.
Cinque singoli sono stati pubblicati per promuovere l'album: il primo di questi, My My My!, è stato pubblicato l'11 gennaio 2018. Il cantante ha inoltre annunciato di intraprendere una tournée, il Bloom Tour, che inizierà il 21 settembre a Irving, in Texas.

## Accoglienza
Neil Z. Yeung di AllMusic ha scritto che "Bloom è una rappresentazione inequivocabile da parte di Troye, cristallina nel suo intento di celebrare gli alti e i bassi dell'amore queer attraverso la visione di una pop star orgogliosa in crescita".

## Tracce
1. Seventeen – 3:38 (Troye Sivan Mellet, Brett McLaughlin, Alexandra Hughes, Bram Inscore)
2. My My My! – 3:25 (Troye Sivan Mellet, Brett McLaughlin, Oscar Görres, James Alan Ghaleb)
3. The Good Side – 4:29 (Troye Sivan Mellet, Brett McLaughlin, Bram Inscore, Alexandra Hughes, Jack Latham, Ariel Rechtshaid)
4. Bloom – 3:42 (Troye Sivan Mellet, Brett McLaughlin, Oscar Holter, Peter Svensson)
5. Postcard (feat. Gordi) – 3:36 (Troye Sivan Mellet, Sophie Payten, Bram Inscore)
6. Dance to This (feat. Ariana Grande) – 3:51 (Troye Sivan Mellet, Brett McLaughlin, Bram Inscore, Noonie Bao)
7. Plum – 3:06 (Troye Sivan Mellet, Brett McLaughlin, James Alan Ghaleb, Alexandra Hughes, Oscar Görres)
8. What a Heavenly Way to Die – 3:07 (Troye Sivan Mellet, Brett McLaughlin, Alexandra Hughes, Bram Inscore)
9. Lucky Strike – 3:28 (Troye Sivan Mellet, Alex Hope)
10. Animal – 4:25 (Troye Sivan Mellet, Brett McLaughlin, Bram Inscore, Alexandra Hughes, Jack Latham, Ariel Rechtshaid)

Edizione Urban Outfitters
1. Seventeen (Reprise) – 1:11
2. Dance to This – 3:51 (Troye Sivan Mellet, Brett McLaughlin, Oscar Holter, Noonie Bao)
3. Plum – 3:06 (Troye Sivan Mellet, Brett McLaughlin, James Alan Ghaleb, Alexandra Hughes, Oscar Görres)
4. What a Heavenly Way to Die – 3:07 (Troye Sivan Mellet, Brett McLaughlin, Alexandra Hughes, Bram Inscore)
5. Lucky Strike – 3:28 (Troye Sivan Mellet, Alex Hope)
6. Animal – 4:25 (Troye Sivan Mellet, Brett McLaughlin, Bram Inscore, Alexandra Hughes, Jack Latham, Ariel Rechtshaid)

Edizione Target
1. This This – 3:33 (Troye Sivan Mellet, Brett McLaughlin, Bram Inscore, Alexandra Hughes)
2. Running Shoes – 3:46 (Troye Sivan Mellet, Brett McLaughlin, Michael Uzowuru, Jeff Kleinman)

## Classifiche

### Classifiche settimanali
| Classifica (2018) | Posizione massima |
| ----------------- | ----------------- |
| Australia         | 3                 |
| Austria           | 25                |
| Belgio (Fiandre)  | 10                |
| Belgio (Vallonia) | 34                |
| Canada            | 13                |
| Finlandia         | 14                |
| Germania          | 35                |
| Grecia            | 31                |
| Irlanda           | 7                 |
| Italia            | 31                |
| Norvegia          | 11                |
| Nuova Zelanda     | 3                 |
| Paesi Bassi       | 16                |
| Portogallo        | 20                |
| Regno Unito       | 10                |
| Spagna            | 13                |
| Stati Uniti       | 4                 |
| Svezia            | 15                |
| Svizzera          | 19                |

### Classifiche di fine anno
| Classifica (2018) | Posizione |
| ----------------- | --------- |
| Australia         | 97        |